# Einswarden
Einswarden ist ein Stadtteil der niedersächsischen Stadt Nordenham im Nordosten des Landkreises Wesermarsch an der Wesermündung.

## Geschichte
Ab dem 1. Jh. v. Chr. kann eine Siedlung auf einer Wurt in Einswarden nachgewiesen werden.
1905 siedelte sich die Schiffswerft Frerichs AG hier an. In der bis dahin ländlich geprägten Ortschaft mit nur 25 Wohnhäusern (1903) wurden große Mietshäuser und Reihenhäuser (u. a. 36 Doppelhäuser 1908 nach Plänen von Hugo Wagner) für die Werftarbeiter und Angestellten errichtet. Mit der zunehmenden Industrialisierung blühte der Ort auf und wurde Verwaltungsmittelpunkt der Gemeinde Blexen. Der Bahnhof Einswarden von 1905 sowie drei neue Schulen entstanden von 1906 bis 1913 An den Wurten 39, Heiligenwiehmstraße 48 und an der Werftstraße 16. Das ehemalige Gemeindehaus der Gemeinde Blexen von 1908 wurde 1961 von der Kirchengemeinde erworben. Hier wurden bis zur Fertigstellung der Friedenskirche von 1978 auch die Gottesdienste abgehalten. 1933 wurde die Gemeinde Blexen in die Stadt Nordenham eingemeindet.
Nach der Schließung der Frerichswerft kurz nach der Weltwirtschaftskrise bezog 1935 die Weserflug das Werftgelände. Hier wurden vornehmlich See- und Landflugzeuge gefertigt. Das Werk in Einswarden hatte rund 4000 Beschäftigte.
Nach dem Zweiten Weltkrieg konnte die Weserflug 1949 wieder den Betrieb aufnehmen, wobei zuerst nur Schiffsteile gefertigt wurden. Seit den 1960er Jahren wurden wieder ausschließlich Flugzeugteile hergestellt, und das Unternehmen fusionierte mit Focke-Wulf. Später wurde es von Messerschmitt-Bölkow-Blohm übernommen und ging dann im Airbus-Konsortium auf. Seit den 1980er Jahren werden hier Bauteile, besonders Rumpfteile, für verschiedene Airbus-Großraumflugzeuge hergestellt. Seit 2009 bilden die Airbus-Werke Nordenham-Einswarden und Varel mit dem EADS-Werk Augsburg das Unternehmen Premium Aerotec. Das Werk in Einswarden hat rund 2300 Beschäftigte.
2002 begann die Rhenus Midgard, der früher der Nordenhamer Privathafen gehörte, den Bau eines Roll On/Roll Off-Anlegers am Weserufer von Einswarden. Von dort werden die Airbus-Rumpfschalen verschifft.
Kein anderer Ortsteil Nordenhams hat neben Friedrich-August-Hütte so viele Einwohner verloren wie Einswarden. Seit 1987 ist die Bevölkerung um 700 Menschen gesunken. 2016 hatte Einswarden 2144 Bewohner.

## Besondere Bauwerke
Siehe auch Liste der Baudenkmale in Nordenham
- Bahnhof Einswarden von 1905
- ehem. Ostschule Einswarden von 1906 oder 1909, Heiligenwiehmstraße 48, heute CVJM
- Westschule von 1912 als heutige Grundschule Einswarden, An den Wurten 39
- ehem. katholische Schule Werftstraße 16 von 1912/13
- ehem. Rathaus Einswarden von 1908, heute Gemeindehaus der ev. Kirche
- ehem. katholische Herz-Jesu-Kirche (Einswarden) von 1928, An den Wurten 59, heute eine Koptisch-orthodoxe Kirche

## Söhne und Töchter des Ortes
- Johannes Wenke (1910–1977), deutscher Politiker (SPD), MdBB
- Kurt Bahlmann (1940–2025), deutscher Bildhauer, Maler und Zeichner
- Werner Bünck (1943–2025), Goldschmied, Silberschmied, Designer, Bildhauer und Maler